# Щавелевый листоед
Щавелевый листоед (лат. Gastrophysa viridula) — вид жуков подсемейства хризомелин (Chrysomelinae) из семейства листоедов (Chrysomelidae). Встречается в Европе, на Кавказе, в Турции, в Центральной Азии, Восточной Сибири, Корее и Соединённых Штатах. Длина тела жуков 4,1—5,8 мм. Кормовыми растениями являются щавель туполистный, щавель курчавый, щавель кислый, рейнутрия, ревень, горец птичий.

## Подвиды

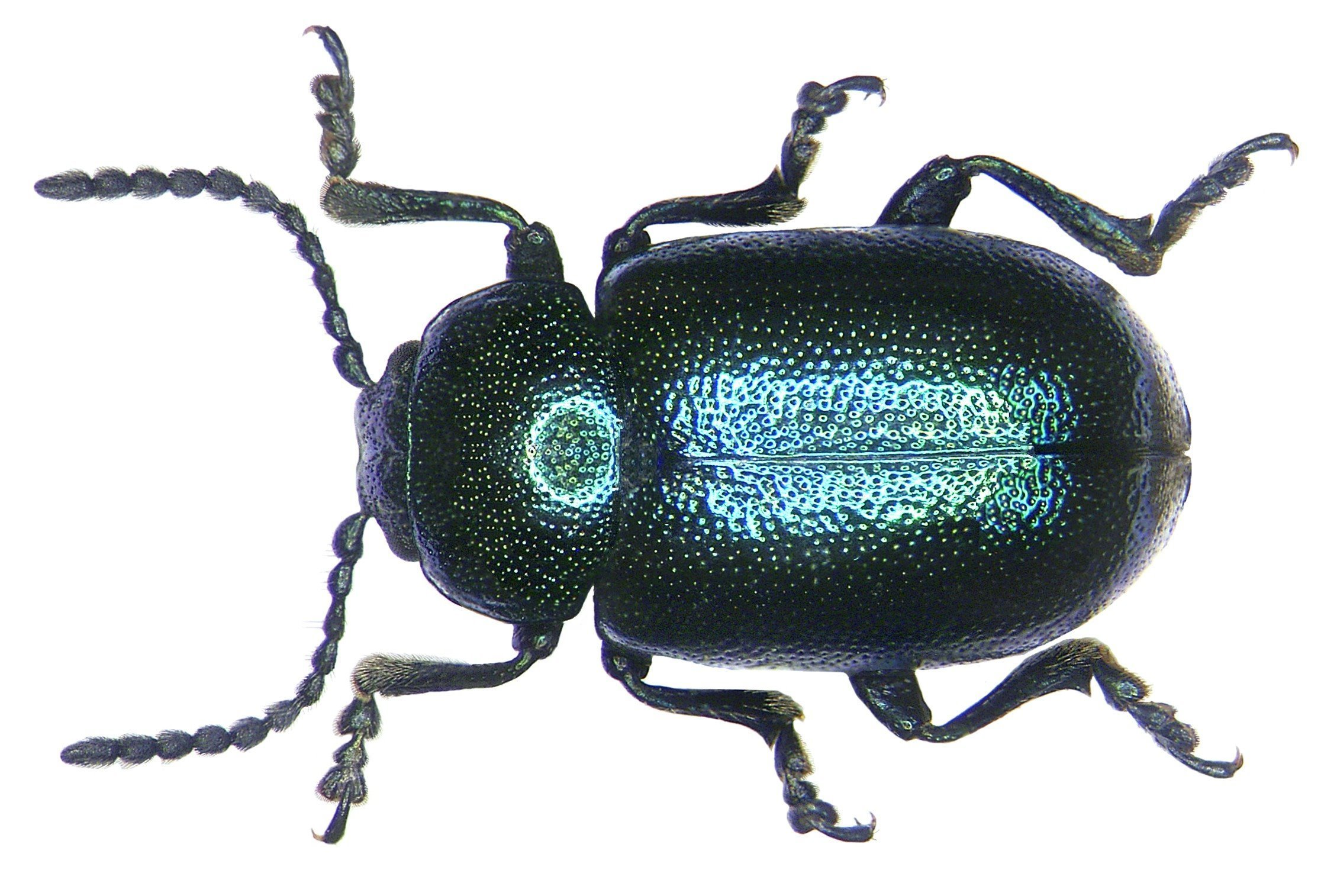

- Gastrophysa viridula lenta (Weisse, 1887) — Магаданская, Камчатская и Амурская области, Восточная Сибирь, а также Монголия. Тело сине-зелёное, но нижняя сторона синяя. Последний стернит брюшка без рыжей окраски. Эпиплевры надкрылий и проэпистерны с редкими точками либо гладкие[7].
- Gastrophysa viridula pennina (Weise, 1882)
- Gastrophysa viridula viridula De Geer, 1775